# Croton gageanus
Espèce
Croton gageanus est une espèce de plantes à fleurs du genre Croton et de la famille des Euphorbiaceae, présente dans la péninsule Malaise.
Il a pour synonyme :
- Croton lucidus, Gage, 1922